# Lengham (Bad Birnbach)

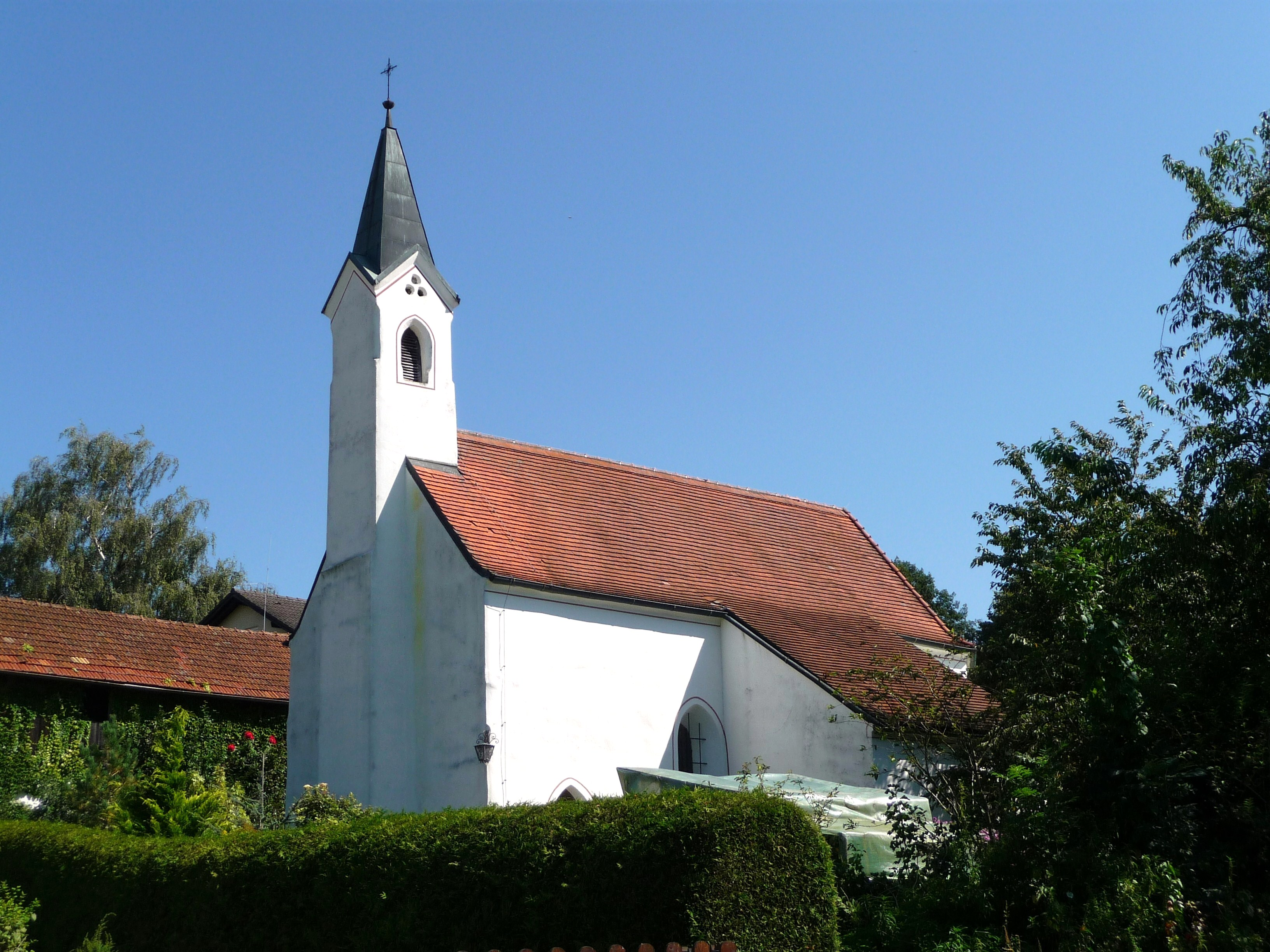
Die Nebenkirche St. Ulrich in Lengham

Lengham ist ein Gemeindeteil des Marktes Bad Birnbach im Landkreis Rottal-Inn und zählt knapp 300 Einwohner (Stand: Juni 2009).

## Geschichte
Ursprünglich war Lengham ein kleines Bauerndorf, welches aus wenigen Höfen und Handwerksbetrieben bestand. Der Arterhof wurde bereits Mitte des 18. Jahrhunderts in Kirchenarchiven erwähnt. Lange Zeit war Lengham von drei größeren Vierseithöfen und einigen kleineren Bauernhöfen dominiert. Nach dem Zweiten Weltkrieg erfreute sich Lengham eines ersten Baubooms, das Dorf erhielt seine längliche Gestalt. Vor allem nördlich der Hauptstraße entstanden moderne Ein- und Mehrfamilienhäuser. Junge Familien aus den im Hinterland liegenden einsamen Bauerngehöften und Flüchtlinge schätzten die Nähe zu Birnbach, der nächstgelegenen größeren Ortschaft. Während sich Birnbach mit der Eröffnung der Rottal Therme im Jahr 1976 schlagartig vergrößerte, 1984 zum Markt und 1987 zum Bad avancierte, dauerte es noch viele Jahre, bis der Bauboom auch Lengham erreichte. Doch ca. ab den 1990er Jahren entstand oberhalb der Wirtskellerstraße ein Neubaugebiet, welches für den sprunghaften Anstieg der Einwohnerzahlen ursächlich ist. Gelegentlich wird Lengham aufgrund der Namensähnlichkeit mit Lengsham, einer 1971 im Zuge der Gemeindegebietsreform dem Markt Triftern eingemeindeten Ortschaft, verwechselt.

## Geographie
Das einen Kilometer östlich von Bad Birnbach gelegene Dorf Lengham liegt im Vergleich zur Hauptgemeinde deutlich tiefer im sanften Tal der Rott. Noch in den 1980er Jahren führte der Weg in die wenige Kilometer entfernte Nachbargemeinde Bayerbach und das 42 Kilometer entfernte Passau durch Lengham hindurch. Doch mit dem Ausbau der Bundesstraße 388, welche Lengham im Süden weiträumig umgeht, ist es ruhiger geworden. Ein Nebenarm der Rott, der Mühlbach, streift den südlichen Teil Lenghams. Etwa ab Höhe Wirtskellerstraße führen steile Feldwege hinauf zum Waldesrand.

## Kirche
An der Stelle der im Jahr 1120 von Rittern in Lengham erbauten Ulrichskapelle, entstand im 14. Jahrhundert die gotische Kirche St. Ulrich, wobei das Kirchenschiff deutlich älter ist. Die Kirche St. Ulrich ist eine der drei Nebenkirchen der Pfarrgemeinde Bad Birnbach.

## Sehenswürdigkeiten

### Holzkapelle und Hansl-Huber-Brunnen
Ein besonderes Kleinod Lenghams ist die Arterhof Holzkapelle, auch „Klein-Altötting“ (vgl. Altötting) oder „Marienkapelle“ genannt. Die Kapelle auf dem Waldgrundstück unweit des Arterhofes wurde Anfang des 18. Jahrhunderts auf Wunsch der damaligen Arterhofbäuerin errichtet. Ein auf einer Wallfahrt nach Sammarei abgelegtes Gelübde führte zu dem Entschluss der Bäuerin. Die Bezeichnung Holzkapelle geht nicht etwa auf das zum Bau verwandte Material zurück, sondern auf den niederbayerischen Ausdruck für Wald (= Holz). Zwar gibt es viele Holz- bzw. Waldkapellen in der Region, doch keine ist so sagenumwoben wie die Arterhof Holzkapelle. Der Heilige Bruder Konrad von Parzham betete Mitte des 19. Jahrhunderts so oft er konnte in der Kapelle, weil er sich dort der Heiligen Maria besonders nahe fühlte. Der mündlichen Überlieferung nach fanden in der Kapelle zahlreiche Gebetserhörungen statt. Die vielen alten Votivtafeln zeugen davon. Auch kann man ein Holzbein sowie die Krücken eines ehemals Lahmen aus dem 19. Jahrhundert sehen, die dieser zum Gedenken an seine Heilung in der Kapelle hinterließ. Der Kranke soll nach einem Gebet an die Hl. Maria in der Kapelle von seinem Leid erlöst worden und gesundet sein. Einmal wäre die Kapelle beinahe abgebrannt, doch wie durch ein Wunder wurde der Altar nicht beschädigt. Dass es sich um einen Ort besonderer Energie und Stille handelt, beweist auch die „gedrehte“ Buche direkt neben der Kapelle. Ausgehend von Lengham ist die Holzkapelle in ca. 25–30 Minuten zu erreichen. Zunächst geht es steil bergauf bis zum Waldrand. Im Wald geht es weiter leicht bergauf, ca. 200 Meter vor der Holzkapelle kommt wieder ein steileres Stück. Zwar ist der Weg von Lengham zur Holzkapelle der deutlich kürzeste, doch die Kapelle ist auch von Bad Birnbach ausgehend zu erreichen. Die vielen Wege, die auf die Kapelle zu- oder wegführen, verdeutlichen ihre Popularität. Wenn man der Beschilderung an der Kapelle folgt, kommt man in weiteren 10 Minuten bergabwärts an eine weitere Sehenswürdigkeit, den Hansl-Huber-Brunnen, eine gluckernde Quelle, die quer durch den Wald verläuft, und der Heilkraft für die Augen nachgesagt wird.

### Erstes tropisches Naturhallenbad
2004 entstand in Lengham das erste tropische Naturhallenbad. Das auf 30 Grad Celsius beheizte Bad stellte eine Weltneuheit dar. Es gehört zum Besitz des Kur-Gutshofs Arterhof, ist aber auch für Nicht-Gäste gegen geringe Eintrittsgebühren zugänglich. Im Badewasser ist keinerlei Chlor enthalten. Es wird durch ein spezielles Reinigungsverfahren durch tropische Pflanzen, welche sich in einem angrenzenden abgetrennten Becken befinden, auf natürliche Weise gereinigt.

### Aquarellkünstler Bernhard Gerner
Lengham ist auch der Wohn- und Arbeitsort des Malers Bernhard Gerner (* 1967). Stadtansichten und Landschaften gehören zu seinen bevorzugten Motiven. Die Ideen hierzu findet er auf Reisen und in der regionalen Umgebung. „Das Rottal bietet viele schöne Motive“, schwärmt er von seiner Heimat (Pressebericht Pfarrkirchen v. 13. April 2006).